# Poeonoma
Poeonoma là một chi bướm đêm thuộc họ Noctuidae.

## Loài
- Poeonoma acantha Tams & Bowden, 1953
- Poeonoma inermis Laporte, 1973
- Poeonoma nigribasis Laporte, 1974
- Poeonoma serrata (Hampson, 1910)
- Poeonoma similis Tams & Bowden, 1953